# Château des comtes de Salm
Le château des Comtes de Salm, situé en Wallonie à Salmchâteau (section de la commune de Vielsalm) en province belge de Luxembourg, est un château médiéval. 